# Разерфорд (Пенсільванія)
Разерфорд (англ. Rutherford) — переписна місцевість (CDP) в США, в окрузі Дофін штату Пенсільванія. Населення — 5765 осіб (2020).

## Географія
Разерфорд розташований за координатами 40°16′10″ пн. ш. 76°46′3″ зх. д. / 40.26944° пн. ш. 76.76750° зх. д. (40.269452, -76.767518).  За даними Бюро перепису населення США в 2010 році переписна місцевість мала площу 3,30 км², уся площа — суходіл.

## Демографія
Згідно з переписом 2010 року, у переписній місцевості мешкали 4303 особи в 1817 домогосподарствах у складі 1223 родин. Густота населення становила 1303 особи/км².  Було 1867 помешкань (565/км²).
Расовий склад населення:
| - 77,6 % — білих - 12,0 % — чорних або афроамериканців - 4,5 % — азіатів - 2,7 % — осіб інших рас |

До двох чи більше рас належало 3,2 %. Частка іспаномовних становила 6,9 % від усіх жителів.
За віковим діапазоном населення розподілялося таким чином: 21,4 % — особи молодші 18 років, 63,4 % — особи у віці 18—64 років, 15,2 % — особи у віці 65 років та старші. Медіана віку мешканця становила 40,0 року. На 100 осіб жіночої статі у переписній місцевості припадало 89,1 чоловіків;  на 100 жінок у віці від 18 років та старших — 85,4 чоловіків також старших 18 років.
Середній дохід на одне домашнє господарство  становив 68 634 долари США (медіана — 56 604), а середній дохід на одну сім'ю — 77 234 долари (медіана — 64 258). Медіана доходів становила 45 015 доларів для чоловіків та 37 627 доларів для жінок. За межею бідності перебувало 12,2 % осіб, у тому числі 24,6 % дітей у віці до 18 років та 1,5 % осіб у віці 65 років та старших.
Цивільне працевлаштоване населення становило 2452 особи. Основні галузі зайнятості: освіта, охорона здоров'я та соціальна допомога — 16,8 %, транспорт — 12,1 %, публічна адміністрація — 12,1 %.